# Hala sportowa CEZiB w Gorzowie Wielkopolskim
Hala sportowa CEZiB w Gorzowie Wielkopolskim – obiekt sportowy należący do Centrum Edukacji Zawodowej i Biznesu w Gorzowie Wielkopolskim w skład którego wchodzą pełnowymiarowe boiska do siatkówki, piłki ręcznej i koszykówki.

## Dojazd
- Autobusem (przystanek: CEZiB) – liniami 122, 511 i 512
- Tramwajem (przystanek: CEZiB) – liniami 1, 3 i 4